# 26 Batalion Saperów (LWP)
26 batalion saperów – samodzielny pododdział wojsk inżynieryjnych ludowego Wojska Polskiego.
Sformowany w okolicach Włodawy na podstawie rozkazu Naczelnego Dowództwa Wojska Polskiego nr 08 z 20 sierpnia 1944 jako jednostka 2 Warszawskiej Brygady Saperów.
Przysięgę żołnierze batalionu złożyli w listopadzie 1944 we Włodawie.

## Obsada personalna
Dowódcy batalionu
- kpt Jan Grenkow – (do 7 września 1944)[2]
- kpt Bazyli Domianow – (7 września 1944 – 7 maja 1945)[3]
- mjr Zdzisław Żukrowski – 1946[4]

## Struktura organizacyjna
Etat 012/109

- dowództwo i sztab
- pluton dowodzenia
- 3 x kompania saperów
  - 3 x pluton saperów
  - drużyna zaopatrzenia
- kwatermistrzostwo
  - punkt pomocy medycznej
  - lazaret weterynaryjny
  - warsztaty i magazyn techniczny
- drużyna gospodarcza

Razem:
żołnierzy – 321 (oficerów – 31, podoficerów – 62, szeregowych – 228)
sprzęt:
- miny – 483

## Okres powojenny
W latach 1951–1956 batalion brał udział w rozminowania Pomorza Zachodniego w miejscowościach: Szczecin, Cedynia, Szwecja, Wadorzyce, Moryń, Głębock i Zakrzewo k. Braniewa. W 1952 26 batalion saperów był jednostką podległą dowódcy 1 Korpusu Armijnego i stacjonował w Podjuchach